# 葛步海
葛步海（1922年—1981年12月25日），江苏沛县人，中华人民共和国政治人物。
担任青年团华北工委书记。1954年，当选第一届全国人民代表大会代表。1972年，接替陈志方，担任中华人民共和国驻乌干达大使。1977年，由戴路接任。